# Zastawa (stacja kolejowa)
Zastawa (ros. Застава) – stacja kolejowa w rejonie priażyńskim, w Karelii, w Rosji. Położona jest na linii Suojarwi – Pietrozawodsk, wśród tajgi, w znacznym oddaleniu od skupisk ludzkich. Najbliższą miejscowością jest Wieszkielica.
Stacja powstała w 1940. Podczas okupacji fińskiej nosiła nazwę Veskelys.

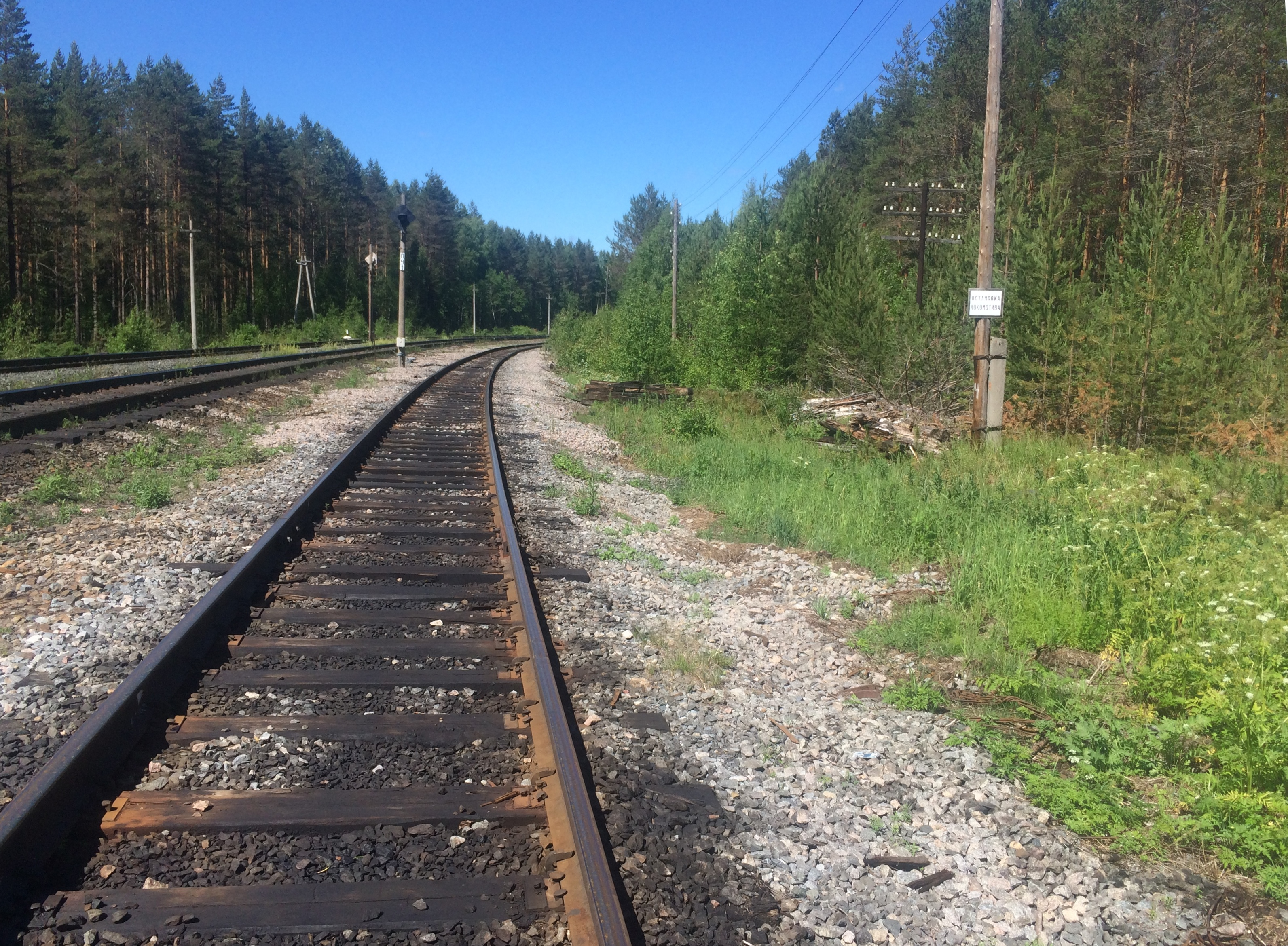
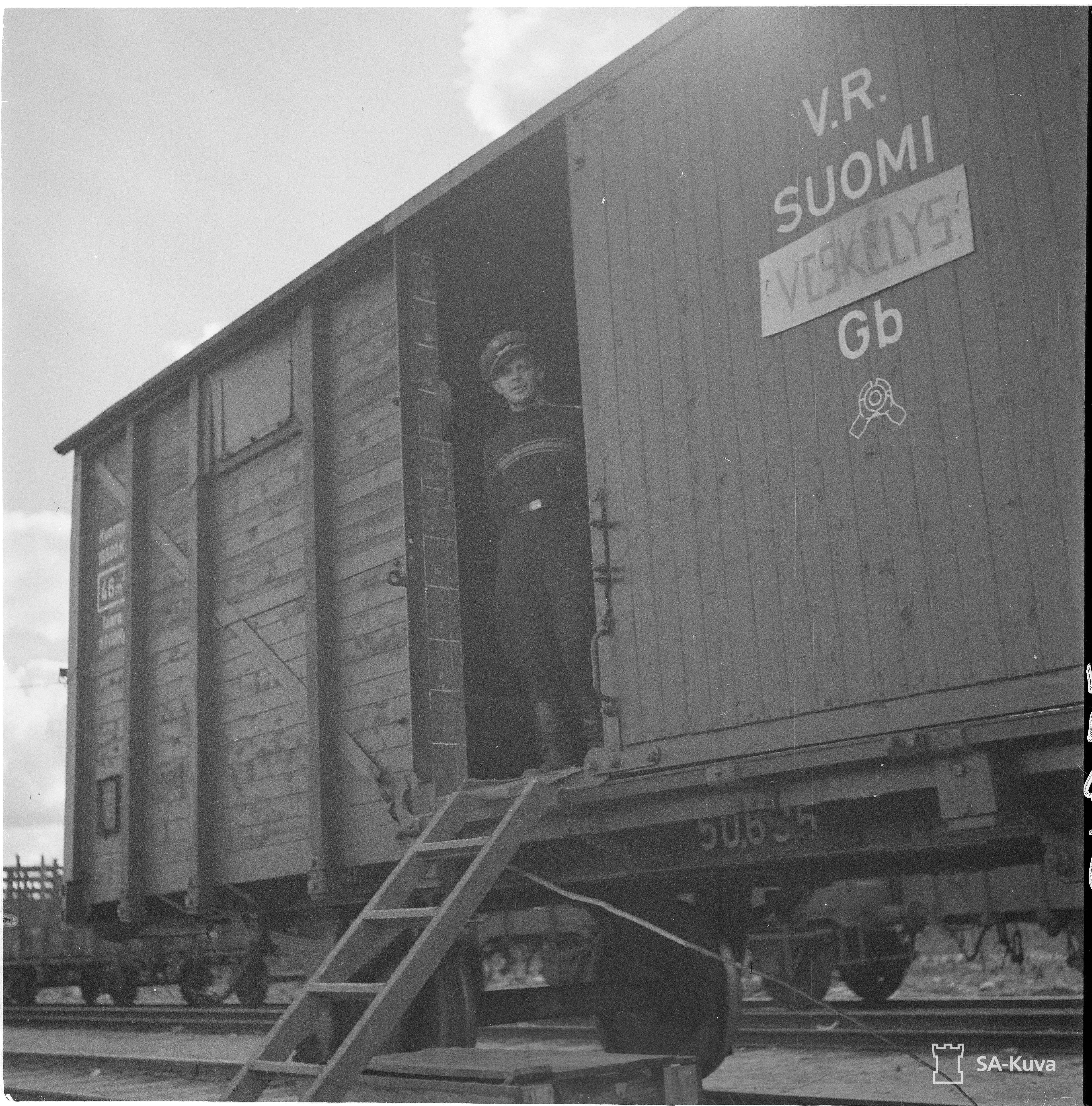
stacja w okresie okupacji fińskiej